# Козацька вулиця (Житомир)
Козацька вулиця — вулиця в Богунському районі Житомира.

## Розташування
Знаходиться у місцевості, відомій за неофіційною назвою Чулочка; на теренах історичної місцевості Кокоричанка. Бере початок від вулиці Вільський Шлях. Завершується перехрестям з проспектом Миру.

## Історія
До середини ХХ століття землі за місцем розташування вулиці були переважно вільні від забудови.
Вулиця виникла у 1950-х роках. У 1956 році отримала назву Прорізна вулиця, проте будинки вздовж вулиці адресовані до поперечних провулків.
Станом на 1968 рік вулиця та її забудова сформовані між провулками Друкарським та 2-м Фабричним.
У 1970-х роках сформувалася ділянка вулиці між 1-м Колгоспним провулком й вулицею Карла Лібкнехта (нині проспект Миру), внаслідок забудови вулиці Карла Лібкнехта багатоповерховими житловими будинками за рахунок знесення старих садиб.
У 1996 році вулиця отримала чинну назву. Садиби вздовж вулиці переадресовані до неї з сусідніх поперечних Фабричних і Колгоспних провулків.